# Granica (film 1935)
Granica (ros. Граница) – radziecki film z 1935 roku.

## Obsada
- Boris Posławski jako Nowik
- Jelena Granowska jako Fejga, żona Nowika
- Nikołaj Czerkasow jako Gajdul
- Wieniamin Zuskin jako urzędnik Arje
- Emil Gal jako rzemieślnik
- Wasilij Toporkow jako szewc Tuwim
- Siergiej Gierasimow jako krawiec Jakow